# Rasmus Søgaard
Rasmus Søgaard (født 14. august 1991) er en dansk tidligere cykelrytter, der både har været verdensmester og europamester i mountainbike-orientering (MTBO).
Rasmus Søgaard vandt sin første internationale medalje som juniorrytter i 2011, hvor det i Italien blev til en guldmedalje ved VM for juniorer (JWMTBOC).
Rasmus Søgaard har derudover vundet fire danmarksmesterskaber på langdistancen og to danske forbundsmesterskaber på mellemdistancen i MTBO i årene 2014-2017.
Ved DM i banecykling har Rasmus Søgaard taget fire individuelle medaljer og to medaljer i holdløb/holdsprint.
I MTBO er Rasmus Søgaards særlige styrke udholdenhed på den lange distance. Han er derudover en stærk rytter på stafethold.

## Karriere
Rasmus Søgaard løb i sin barndom orienteringsløb for Horsens Orienteringsklub (HOK).
I 2009, hvor Rasmus Søgaard fik debut på MTBO-landsholdet, blev det bl.a. til en 4. plads ved VM for juniorer (JWMTBOC) i juniordrenge-stafetten i Danmark.
Rasmus Søgaard har cyklet MTBO for HOK, mens han cykler banecykling for Cykle Klubben Aarhus. I 2018 kørte han landevejscykling for det danske cykelhold Team AURA Energi-CK Aarhus, der cykler i den danske DCU-klasse. I januar 2019 blev Rasmus Søgaard civilingeniør ved Aarhus Universitet, og efter VM i Danmark i 2019 stoppede han på MTBO-landsholdet.

## Resultater i MTBO

### VM i MTBO
Rasmus Søgaard vandt guld på langdistancen ved VM i Litauen (2017).
Ved VM i Polen (2014) vandt han bronze sammen med tvillingesøsteren Camilla Søgaard i den uofficielle mix-sprint.
Som første rytter på de danske juniordrenges stafethold ved JWMTBOC i Italien (2011) vandt Rasmus Søgaard guld sammen med Andreas Bergmann og Andreas Proschowsky.

### EM i MTBO
Ved EM i Frankrig (2017) vandt Rasmus Søgaard EM-titlen på langdistancen og som afsluttende rytter på det danske herre-stafethold, vandt han herudover bronze sammen med Thomas Steinthal og Rasmus Folino Nielsen.

### DM og andre mesterskaber i MTBO
Rasmus Søgaard har i alt vundet seks DM-titler i MTBO. I perioden 2014-2017 har han vundet guld i samtlige afholdte individuelle discipliner i MTBO, på langdistancen i 2017, 2016, 2015 og 2014)
og mellemdistancen.
I 2012 vandt han sølv på langdistancen, som var det eneste DM i MTBO det pågældende år.
Rasmus Søgaard har også deltaget i mesterskaber i andre lande. Ved de tjekkiske MTBO-mesterskaber (2017) blev han nr. 2 på langdistancen.
Medaljeoversigt ved danske mesterskaber
2017
- Guld, Lang (Stenbæk)
- Guld, Mellem (Kolding)

2016
- Guld, Lang (Fussingø)
- Guld, Mellem (Haunstrup)

2015
- Guld, Lang (Hvalsøskovene)

2014
- Guld, Lang (Stenderup)

2012
- Sølv, Lang (Lohals)

## Resultater i banecykling

### DM i banecykling
Rasmus Søgaard har vundet flere medaljer i banecykling i perioden 2017-2020.
Han har således vundet sølv i: sprint (2020), keirin (2018) og holdsprint sammen med de to ryttere Nils Lau Nyborg Broge og Jakob Frandsen (2018).
Han har herudover vundet bronze i sprint (2019 og 2017), og holdløb (2017) sammen med de tre ryttere Lasse Eland, Nils Lau Nyborg Broge og Jakob Frandsen.
Samlet set er det blevet til seks medaljer ved de danske mesterskaber i banecykling.
Medaljeoversigt ved danske mesterskaber
2020
- Sølv, Sprint (Aarhus Cyklebane)

2019
- Bronze, Sprint (Aarhus Cyklebane)

2018
- Sølv, Keirin (Aarhus Cyklebane)
- Sølv, Holdsprint (Aarhus Cyklebane)

2017
- Bronze, Sprint (Ballerup Super Arena)
- Bronze, Holdløb (Thorvald Ellegaard Arena)

## Andre udmærkelser
Rasmus Søgaard blev hædret som Årets Idrætsnavn 2017 i Horsens Kommune.
I 2017 var Rasmus Søgaard også blandt 13 AU-studerende elitesportsstjerner, der blev hyldet af Aarhus Universitet for de sportslige præstationer og evnen til at gennemføre en akademisk uddannelse ved siden af sportskarrieren.
Rasmus Søgaard er herudover blevet udnævnt til ’Årets MTBO-rytter 2018’ i Dansk Orienterings-Forbund.
I 2010 og 2012 tildelte Dansk Orienterings-Forbunds Venner Rasmus Søgaard et træningslegat.